# Simon L’Huilier

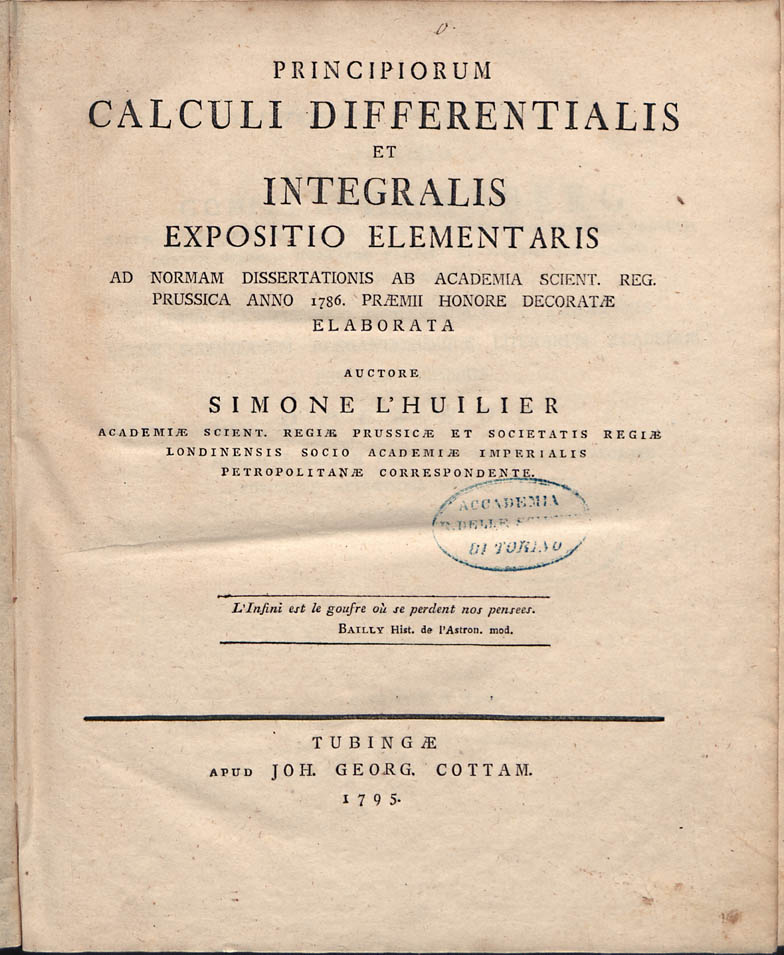
Principiorum calculi differentialis et integralis expositio elementaris, 1795

Simon Antoine Jean L’Huilier (* 24. April 1750 in Genf; † 28. März 1840, ebenda) war ein Schweizer Mathematiker. Er wurde u. a. für seine Beiträge zur Differentialrechnung bekannt.

## Leben und Werk
L’Huilier war der Sohn von Laurent Lhuilier und Suzanne-Constance Matte. Die Vorfahren der Familie mussten aufgrund der Zugehörigkeit zu den Hugenotten wegen der Aufhebung des Edikts von Nantes 1691 nach Genf fliehen.
Bereits früh zeigte er sich der Mathematik zugewandt, so dass er eine Erbschaft ausschlug, die er nur unter der Bedingung erhalten hätte, dem geistlichen Stand beizutreten. In Genf wurde er von Louis Bertrand und Georges-Louis Le Sage unterrichtet. Le Sage verschaffte ihm auch eine Anstellung als Privatlehrer.
1775 schrieb Christoph Friedrich Pfleiderer eine Preisschrift über ein Thema der Physik aus. Le Sage riet seinem Schüler L’Huilier, daran teilzunehmen, was dieser auch tat, jedoch wählte er kein physikalisches, sondern ein mathematisches Thema. L’Huilier gewann den Preis und konnte 1780 ein mathematisches Lehrbuch in Polen veröffentlichen. Adam Kazimierz Czartoryski lud ihn ein, nach Polen zu kommen und seinen Sohn zu unterrichten, was L’Huilier auch annahm. Er blieb 11 Jahre in Polen und widmete sich mathematischen Studien und veröffentlichte viele Schriften.
1784 schrieb die Berliner Akademie der Wissenschaften einen Wettbewerb über den mathematischen Unendlichkeitsbegriff aus. L’Huilier gewann den Wettbewerb und 1786 wurde seine Preisschrift veröffentlicht. In seiner Arbeit führte er viele noch heute gebräuchliche Ausdrücke der Differentialrechnung ein, wie z. B. die Bezeichnung lim – welcher von ihm übrigens in seinem polnischen Lehrbuch von 1780 bereits verwendet wurde.
Ab 1789 verweilte er für einige Zeit bei seinem Freund Pfleiderer in Tübingen, der dort einen Lehrstuhl für Mathematik innehatte. L’Huilier wurde ein Lehrstuhl für Mathematik in Leiden angeboten, den er jedoch ablehnte. So wurde er ab 1795 Professor für Mathematik an der Akademie von Genf und diese Position hatte er bis zu seinem Ruhestand im Jahre 1823 inne.
1795 heiratete er Marie Cartier und hatte mit ihr zwei Kinder. Er war Mitglied der Royal Society, der Akademien von Berlin, Göttingen (seit 1795) und St. Petersburg, war Rektor der Akademie von Genf und auch für einige Zeit Präsident des gesetzgebenden Rates in Genf.
1811 verfasste er eine Arbeit mit Gegenbeispielen von Polyedern, für die der Eulerscher Polyedersatz nicht zutrifft, veröffentlicht 1813 in gekürzter Form in den Annales des Mathématiques von Joseph Gergonne. Darunter waren auch Polyeder mit Löchern und andere Fälle, die später in der Formel für die Euler-Charakteristik ihre topologische Interpretation fanden.